# Eugen Theodor Martin

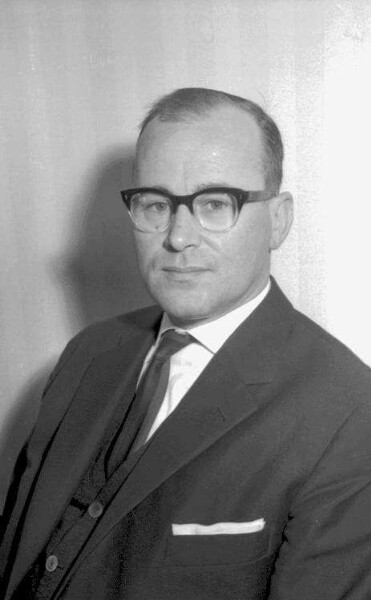
Eugen Martin (1966)

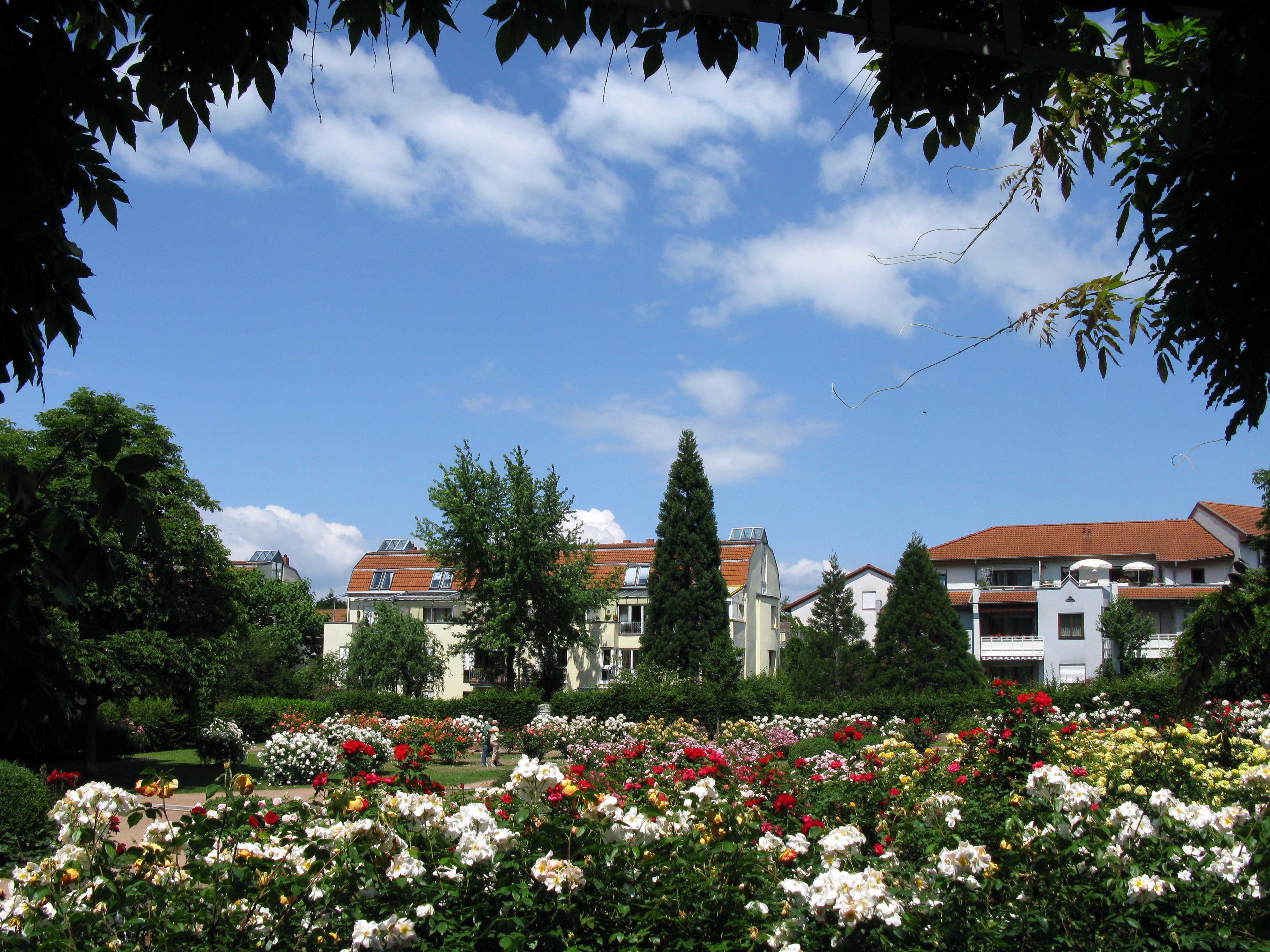
Eugen Martin Anlage im Seepark Freiburg

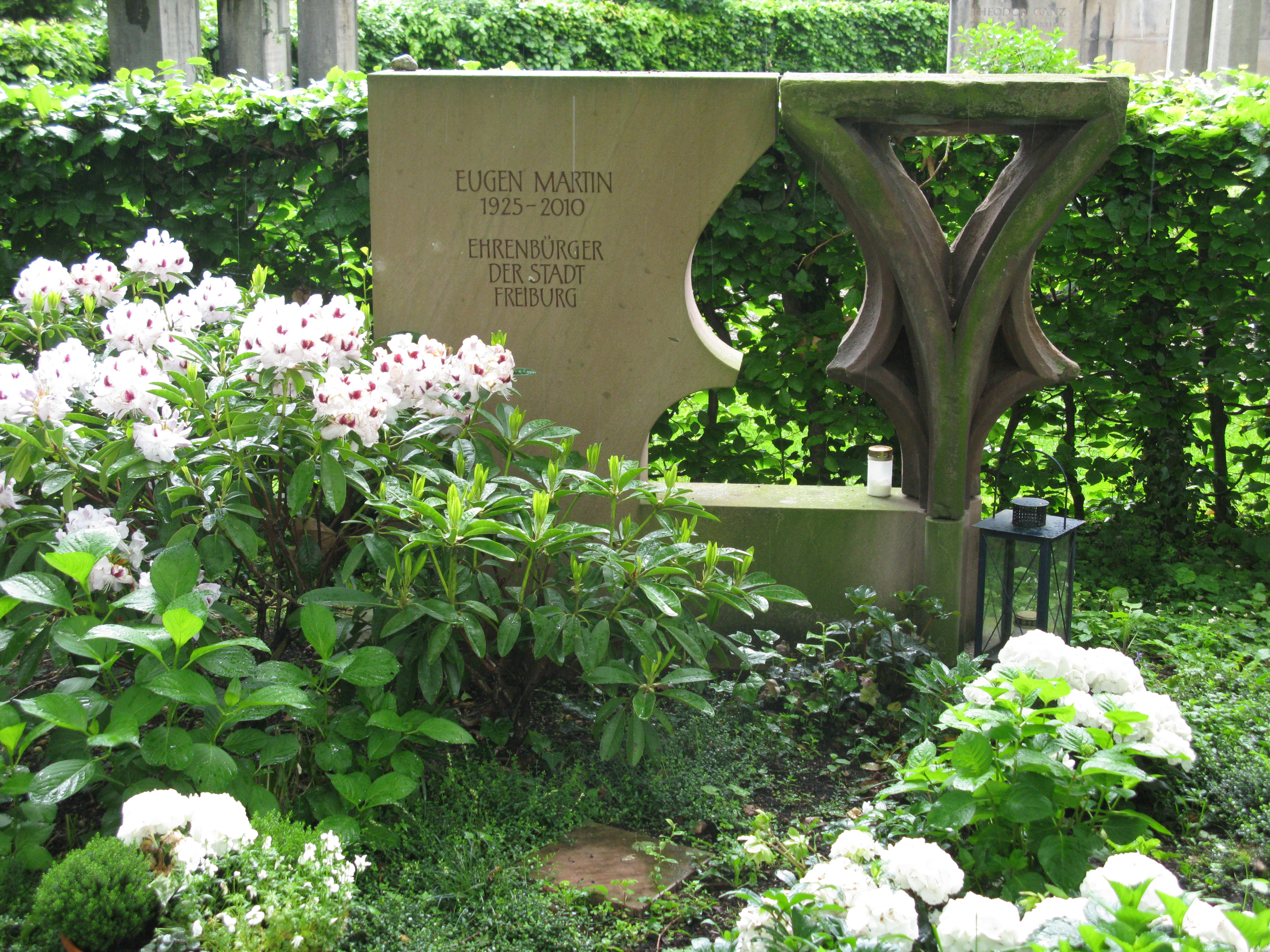
Grab auf dem Freiburger Hauptfriedhof

Eugen Theodor Martin (* 28. Dezember 1925 in Freiburg im Breisgau; †  15. Dezember 2010 in Bad Krozingen) war Unternehmer, Stifter, Politiker der FDP und Präsident der Industrie- und Handelskammer Südlicher Oberrhein.

## Leben
Eugen Martin war Sohn eines Polizeibeamten. Seine Mutter war die letzte Küchenchefin von Großherzogin Luise von Preußen gewesen. Die Familie von Eugen Martin, der noch sechs ältere Geschwister besaß, lebte in Freiburg in der Hansjakobstraße. Als kein Geld für den Besuch des Gymnasiums vorhanden war, gelang es Eugen Martin in Eigeninitiative, vom Stadtrat ein Stipendium am Rotteck-Gymnasium zu erhalten.
Nachdem er aus dem Zweiten Weltkrieg mit einer Gehbehinderung heimgekehrt war, arbeitete er als Verkäufer für Seife und Waschmittel. Zudem nutzte er Blutspenden, um seine Miete bezahlen zu können. Erst mit einem am 1. Oktober 1953 erhaltenen Kontokorrentkredit der Sparkasse über 50.000 DM war er in der Lage, die Marco – Martin & Co. Fachgroßhandlung GmbH & Co. KG zu gründen, ein Handelsunternehmen für Hygiene-Produkte. Später baute er seinen Marco-Fachbetrieb zum europäischen Marktführer im Hygiene-Großhandel aus, führte Papierhandtücher in mehrere europäische Märkte ein. Das Unternehmen wuchs auf bis zu 15 Zweigstellen allein in Deutschland sowie auf über 400 Mitarbeiter im In- und Ausland an. Da Martins Nachwuchs das Unternehmen nicht übernahm, wurde es 1999 in den Kruse-Firmenverbund integriert, welcher wiederum Teil der Interessengemeinschaft des Fachgroßhandels (Igefa) ist. Im Jahr 2005 zog Marco Freiburg in ein neues Logistikzentrum in Malterdingen.
Eugen Martin starb in der Nacht vom 14. auf den 15. Dezember 2010 nach einer Herzoperation.

## Ämter
Eugen Martin war Mitglied, Landesschatzmeister und Ehrenvorsitzender der südbadischen FDP. Er war vierzehn Jahre lang Mitglied im Stadtrat der Stadt Freiburg. Von 1985 bis 1989 war er Präsident der Industrie- und Handelskammer Südlicher Oberrhein. Er war Gründungspräsident des Beirats für den Flughafen Basel Mulhouse Freiburg.

## Stiftungen
Die 1997 von Eugen Martin gegründete Eugen-Martin-Stiftung dient der Förderung von Bildung und Erziehung sowie kulturellen Zwecken. Sie unterstützt die Erhaltung des Freiburger Münsters und fördert die kaufmännische Aus- und Weiterbildung südbadischer Nachwuchskräfte und junger Künstler aus der Region. Die Eugen-Martin-Stiftung ist Freiburgs zweitgrößte Stiftung nach der kommunalen Stiftungsverwaltung.
Als Erstspender war Martin an der Universitätsstiftung Freiburg maßgeblich beteiligt.

## Ehrungen
Eugen Martin war Ehrensenator der Universität Freiburg (2006), Ehrenbürger der Stadt Freiburg (2005) und Ehrenpräsident der IHK Freiburg. Er war Träger der Verdienstmedaille des Landes Baden-Württemberg (1989) und des Großen Bundesverdienstkreuzes (2007), nachdem er bereits früher das Bundesverdienstkreuz Erster Klasse erhalten hatte. Im Juni 2011 wurde der Rosengarten im Freiburger Seepark Betzenhausen in Eugen Martin Anlage umbenannt, da er an dessen Wiedererrichtung massiv beteiligt war. 2014 wurde eine Straße auf dem ehemaligen Güterbahnhofsgelände nach ihm benannt.